# Heinrich Büttner (Historiker)
Heinrich Büttner (* 18. November 1908 in Mainz; † 15. Oktober 1970 in Bad Godesberg) war ein deutscher Historiker und Archivar.

## Leben und Wirken
Der Sohn eines Rektors legte das Abitur in Mainz ab und studierte von 1927 bis 1931 Klassische Philologie und Geschichte an den Universitäten Freiburg im Breisgau und Gießen. Er war seit 1927 Mitglied der Katholischen Studentenverbindung Hohenstaufen in Freiburg im Breisgau. 1931 wurde er in Gießen mit einer Papyrusedition promoviert. Nach dem Staatsexamen wurde er in Berlin am Preußischen Institut für Archivwissenschaft für den Archivdienst ausgebildet und legte dort 1933 das Archivarsexamen ab. 1933 war er Mitarbeiter bei Albert Brackmann am Göttinger Papsturkundenwerk. Seit 1933 war er Mitglied der SA, bei der er es allerdings nur zum Obersturmmann brachte. 1935 ging Büttner als Assistent an das von Theodor Mayer geleitete Alemannische Institut der Universität Freiburg. Dort erfolgte ein Jahr später die Habilitation über die Geschichte des Bistums Bamberg während des 11. und 12. Jahrhunderts.
Von 1938 bis 1939 hatte er die Geschäftsführung der Monumenta Germaniae Historica inne. Obwohl Büttner am 20. Mai 1937 die Aufnahme in die NSDAP beantragte und rückwirkend zum 1. Mai desselben Jahres aufgenommen wurde (Mitgliedsnummer 4.715.393), wurde ihm eine Dozentur und damit die Universitätslaufbahn verweigert. Von 1939 bis 1940 war er Archivar am Hessischen Staatsarchiv in Darmstadt. In Nancy und Paris war er von 1940 bis 1942 Mitarbeiter der Archivschutzkommission, deren Aufgabe darin bestand, Archivmaterial deutscher Provenienz aus Frankreich nach Deutschland zu bringen. Von 1942 bis 1945 leistete Büttner Militärdienst. An der Universität Mainz lehrte er von 1946 bis 1949 als außerordentlicher Professor für Mittlere und Neuere Geschichte. Von 1949 bis 1962 war er als Nachfolger von Edmund E. Stengel ordentlicher Professor an der Universität Marburg, im Jahre 1962 folgte er einem Ruf an die Universität zu Köln. Dort lehrte er bis 1970. Zu seinen Schülern zählte unter anderem Hanna Vollrath.
Büttners Forschungsschwerpunkte waren die Geschichte des frühen und hohen Mittelalters, die Landesgeschichte, vor allem des mittleren und südwestlichen Alpenraumes sowie des Oberrhein- und Mittelrheingebiets, und die Geschichte des europäischen Städtewesens im Früh- und Hochmittelalter. Er legte eine maßgebliche Arbeit über die elsässische Geschichte von der Landnahmezeit bis zum Tode Ottos III. vor. Büttner verfasste aber auch zahlreiche Arbeiten, die nicht seine Forschungsschwerpunkte betrafen, so über die Königserhebung Pippins, die Westpolitik Heinrichs I. und seine Burgenordnung, über die Kaiserkrönung Ottos I. und die Ungarnschlacht von 955.
Büttner war Mitherausgeber des Archivs für Diplomatik und zeitweilig auch der Zeitschrift für Kirchengeschichte. Er war Gründungsmitglied des Konstanzer Arbeitskreises für mittelalterliche Geschichte.

## Schriften (Auswahl)
- Geschichte des Elsaß. Politische Geschichte des Landes von der Landnahmezeit bis zum Tode Ottos III. Ausgewählte Beiträge zur Geschichte des Elsaß im Früh- und Hochmittelalter. Hrsg. von Traute Endemann, Sigmaringen 1991, ISBN 3-7995-4119-5.
- Mittelrhein und Hessen. Nachgelassene Studien. Hrsg. von Alois Gerlich, Stuttgart 1989, ISBN 3-515-05178-3.
- Zur frühmittelalterlichen Reichsgeschichte an Rhein, Main und Neckar. Hrsg. und eingeleitet von Alois Gerlich, Darmstadt 1975, ISBN 3-534-06083-0.
- Schwaben und Schweiz im frühen und hohen Mittelalter. Gesammelte Aufsätze. Hrsg. von Hans Patze, Sigmaringen 1972, ISBN 3-7995-6615-5.
- zusammen mit Iso Müller: Frühes Christentum im schweizerischen Alpenraum. Einsiedeln u. a. 1967.
- Heinrichs I. Südwest- und Westpolitik. Konstanz 1964.
- Staufer und Zähringer im politischen Kräftespiel zwischen Bodensee und Genfersee während des 12. Jahrhunderts. Zürich 1961.
- Frühmittelalterliches Christentum und fränkischer Staat zwischen Hochrhein und Alpen. Darmstadt 1961.
- zusammen mit Marcel Beck: Die Bistümer Würzburg und Bamberg in ihrer politischen und wirtschaftlichen Bedeutung für die Geschichte des deutschen Ostens. Berlin 1937.
- Griechische Privatbriefe (P. bibl. univ. Giss. 18–33) (= Mitteilungen aus der Papyrussammlung der Gießener Universitätsbibliothek. Bd. 3). Töpelmann, Gießen 1931 (Zugleich: Gießen, Universität, Dissertation, 1931).